# 恩光堂
恩光堂，舊稱福音堂，俗称四圣祠礼拜堂，是四川神学院的所在地，位于中国四川成都市中心四圣祠北街17号。四圣祠礼拜堂由加拿大英美会（Canadian Methodist Mission）于1894年创建，现在仍是成都最主要的基督教堂。

## 历史
1891年，加拿大英美会对华传教，已经在华传教多年的资深美国籍传教士赫斐秋（Virgil Chittenden Hart，1840年-1904年，原属美国美以美会），和加拿大传教士何忠义（George Everson Hartwell）夫妇、司徒芬孙（David W. Stevenson）夫妇、启尔德（Omar Leslie Kilborn）医生夫妇、赫尔等一行9人，成为该会来华的第一批传教士，于1892年初到达四川成都，他们在四圣祠买下一片菜地，1894年建立了存在至今的四圣祠礼拜堂，由傳教士建築師蘇繼賢（Walter Small）設計。一年后，1895年毁于反教风波（成都教案）。次年又重建。1900年义和团事起，堂再次被毁，又再次重建，可容300人。
此后，教堂周围陆续兴建了男女仁济医院（现成都市第二人民医院）、华英书局、华英女中、协和女师等众多机构，信徒大量增加，于是在1920年发起了“百万砖”运动，新建可容千人聚会的带钟楼的礼拜堂，风格属于简化的哥特式。次年落成。设计者是苏继贤（Walt Small）。1966年文革开始，教堂遭到严重破坏，并被占用。1984年11月25日修复，1989年1月1日重新开放。

## 相关
加拿大英美会是在四川传教的主要差会之一，下设成都、彭县、嘉定（现乐山）、仁寿、自流井（自贡）、重庆、泸州、忠县、涪陵、荣县等10个区会。1919年在四川共有184名传教士。其中成都区会辖成都市和郫县、温江等县的10所教堂。成都市内有四圣祠礼拜堂、暑袜街苏特兰堂和青龙街福音堂3座教堂，其中位于市中心的苏特兰堂规模最大，可容纳1200余人，已经在1981年扩建东西干道时被拆。